# Giovanni da Valente
Giovanni da Valente (Genova, 1280 – Genova, 1360) fu il 3º doge della Repubblica di Genova.

## Biografia

### Prima del dogato
Figlio di Bonagiunta da Valente e Giacomina Della Volta, nacque a Genova intorno al 1280. La sua famiglia era attiva nel settore bancario e nei traffici commerciali e secondo alcuni storici suo padre, banchiere di professione, partecipò alle trattative di pace e alle relazioni diplomatiche tra la Repubblica di Genova e la Repubblica di Venezia. Con buone probabilità pure il figlio Giovanni seguì le orme professionali paterne.
Avviato alla carriera politica - facendo parte di quella nuova forma di borghesia dei mercanti e dei banchieri similmente contrapposta all'aristocrazia della nobiltà genovese - sotto il dogato del primo doge Simone Boccanegra, venne eletto anziano della Repubblica e nel ruolo di ambasciatore fu inviato ad Avignone, nel 1340, ad incontrare papa Benedetto XII per informare quest'ultimo sulla situazione politica e istituzionale genovese e sulle difficili questioni riguardanti l'isola di Corsica. Alla morte del pontefice, il 25 aprile del 1342, rappresentò ancora la repubblica ai funerali di Benedetto XII incontrando il nuovo papa Clemente VI.
Tornato a Genova fu nominato vicario della Riviera di Ponente e, nel 1343, vicario di quella di Levante; nel 1344, o forse nel 1345 con il nuovo doge Giovanni da Murta, venne inviato alla corte di Filippo VI di Francia (duca di Angiò e futuro re di Francia) per discutere di alcune trattative. Con le dimissioni del doge Simone Boccanegra, nel dicembre del 1344, il nome di Giovanni da Valente apparve tra i due candidati "del popolo" proposti alla guida del dogato, elezione che invece portò alla nomina di Giovanni da Murta considerato più indipendente in quanto non appoggiato da nessuna fazione.
E fu proprio il doge Giovanni da Murta ad incaricare Giovanni da Valente nel difficile compito di ambasciatore della Repubblica ai funerali del 1349 del signore di Milano Luchino Visconti, signoria in quel momento in lotta con Genova. 
Alla morte improvvisa del doge per la peste, il 6 gennaio del 1350, gli elettori riuniti nella chiesa di San Giorgio proclamarono il 9 gennaio Giovanni da Valente nuovo doge di Genova.

### Il dogato

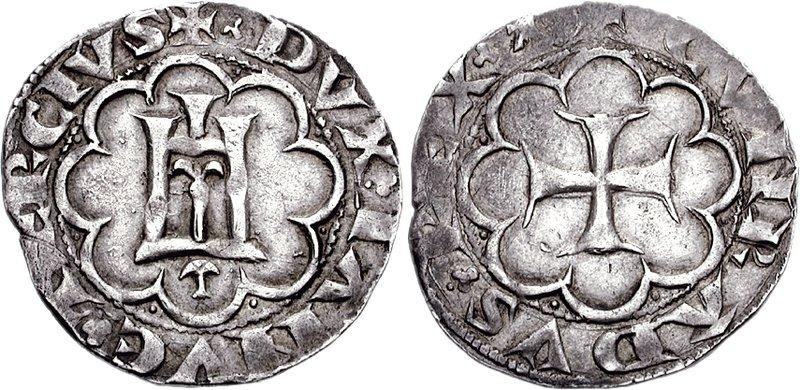
Grosso del doge Giovanni da Valente

Secondo gli storici la scelta della nomina dogale di Giovanni da Valente fu voluta e cercata dagli elettori per continuare quella linea di equilibrio tra la borghesia e l'aristocrazia della città tracciata dal predecessore. Tuttavia alcune cronache testimoniano che vi fu, durante l'assemblea elettorale, tentativi di deviare la scelta verso altri candidati; tra questi Luchino "de Facio", che si presentò con duemila armati, o gli stessi figli del deceduto doge Giovanni da Murta.
La situazione politica e delle alleanze genovesi che si presentò al nuovo doge fu alquanto difficile: da un lato i contrasti interni per il rapporto-scontro con i sovrani aragonesi per il dominio occidentale del mar Mediterraneo e un altro fronte di dissidi per l'ormai storica guerra politica e commerciale contro la Repubblica di Venezia per i traffici commerciali nella zona orientale del Mediterraneo. A queste problematiche di politica internazionale, si sommarono le lotte intestine tra le due "anime" di Genova: la nobiltà e il popolo. Il doge cercò quindi una trattativa interna, e possibilmente di pace duratura, nominando per gli incarichi pubblici figure eque e dell'uno e dell'altro schieramento.
Per arginare la forte espansione aragonese si contrappose duramente contro Brancaleone Doria, ribelle sostenuto dalle forze aragonesi, difendendo l'importante centro di Alghero (città decisiva per il dominio genovese in Sardegna), contemporaneamente aprendo un tavolo di trattative diplomatiche presso la corte papale di papa Clemente VI affinché pure quest'ultimo si pronunciasse contro una sempre più probabile alleanza politica e militare tra il Regno di Aragona e la repubblica veneziana. Nonostante le trattative, l'unione "anti genovese" delle due potenze si concretizzò il 16 gennaio del 1351.
Genova, con a capo il doge, cercò subito di muoversi nel delicato compito delle alleanze (e di protezione) cercando l'appoggio ad oriente del nuovo imperatore bizantino Giovanni VI Cantacuzeno; per l'occasione fu inviata a Costantinopoli un'ambasceria dettando apposite istruzioni ai genovesi presenti nella colonia di Galata. La mossa genovese non solo servì pressoché a nulla, ma si aggravò ulteriormente quando, oltre alla dichiarazione di guerra fatta pervenire dal re Pietro IV d'Aragona a Genova il 15 luglio dello stesso anno, l'imperatore bizantino si schierò apertamente per l'unione aragonese-veneziana, e quindi contro Genova.
Oramai in guerra, i due schieramenti si affronteranno in diversi scontri e tra questi è storicamente ricordata la battaglia navale del 13 febbraio del 1352 nel Bosforo che ebbe gravi perdite per entrambi tanto che si poté parlare di una vittoria sia dei vinti che dei vincitori. Ulteriori scontri minori portarono la Repubblica di Genova a cercare un accordo con i turchi - episodio che destò l'immediata attenzione da parte dell'imperatore bizantino che cercò di avviare subito una nuova intesa verso i genovesi - e ben più importante e strategico un trattato di alleanza "anti veneziana" con il regno di Luigi I d'Ungheria, accordo che fu siglato il 22 ottobre del 1352. Il sempre più probabile coinvolgimento armato dell'Ungheria - e quindi di un'espansione del conflitto che sino a quel momento legava gli stati di Aragona, Genova e Venezia - indusse il prudente pontefice Clemente VI (che si schierò per la pace) ad avviare ad Avignone nuovi e rapidi contatti diplomatici tra le forze in campo; trattative che bruscamente si troncarono il 6 dicembre dello stesso anno con la morte del papa.
Anche in terra genovese, nel contempo, il doge Giovanni da Valente dovette affrontare problemi di gestione territoriale - soprattutto nella zona a ponente - tra fenomeni indipendentistici, ribellioni e malcontenti popolari non solo contro il dominio genovese (da sempre considerato troppo "Genova centrico"), ma anche verso i feudatari e signorotti locali. Tra le sue decisioni "locali" confermò e in alcuni casi rinnovò le investiture feudali e i possedimenti dei castelli ai Del Carretto (1350), promosse l'acquisto dei diritti feudali di Genova sui territori di Sanremo e Ceriana da Cassano Doria e trattò, grazie all'interessamento del re Luigi I d'Ungheria, la restituzione di Ventimiglia. Nel 1352 cercò una mediazione di pace tra il dominio genovese e le lotte intestine della città di Savona e ancora nelle dispute createsi nella terra di Corsica.
Fu invece la Sardegna, ed in particolare l'alleanza tra Genova e Alghero, a dar vita nel gennaio del 1353 a nuove ostilità tra la repubblica genovese e l'asse aragonese-veneziana. Ben presto lo scontro passò nuovamente alle armi e nell'agosto dello stesso anno, proprio nello specchio acqueo antistante la città sarda, si accese una battaglia navale tra le due potenze che si concluse con una sonora e pesante sconfitta della flottiglia genovese comandata da Antonio Grimaldi. Le conseguenze immediate per Genova furono tremende: la caduta di Alghero nelle mani "nemiche" e la perdita della dominazione navale e commerciale nel mar Tirreno, ora controllato dagli aragonesi e dai veneziani. Ciò provocò inoltre una serie di avvenimenti a catena sfavorevoli per la repubblica genovese quali il mancato approvvigionamento delle risorse via mare tra la costa ligure e quella corsa e sarda, una situazione quasi d'assedio dei vari passi e valichi appenninici controllati e presidiati dai soldati dei Visconti, il sempre più malcontento della popolazione e delle due fazioni guelfe e ghibelline e altre lotte intestine mai superate durante il dogato. Per tutti questi motivi, l'8 ottobre del 1353 il doge Giovanni da Valente si vide quasi costretto alle dimissioni dalla carica dogale. Senza più una guida di Stato, e di fatto stretta a tenaglia dal mare e dai monti, quasi spontaneamente la Repubblica di Genova si consegnò nelle mani di Guglielmo Pallavicino, quest'ultimo rappresentante dell'arcivescovo di Milano Giovanni Visconti, dedizione che perdurò dal 1353 al 1356.
Ritiratosi a vita privata e lontano dalla politica, morì presumibilmente a Genova in una data intorno al 1360 e il suo corpo fu sepolto all'interno della chiesa di San Bartolomeo dell'Olivella, quest'ultima fondata dal padre Bonagiunta nel 1305.
Del suo dogato si conoscono monete con lettere più spaziate rispetto a quelle coniate dal Boccanegra; riportano la dicitura Dux Ianve Tercivs.